# Midi trente
 (février 2017).
Si vous disposez d'ouvrages ou d'articles de référence ou si vous connaissez des sites web de qualité traitant du thème abordé ici, merci de compléter l'article en donnant les références utiles à sa vérifiabilité et en les liant à la section « Notes et références ».
Midi trente est une émission de variétés française diffusée à 12 h 30 du lundi 6 mars 1972 jusqu'au mardi 31 décembre 1974 sur la première chaîne de l'ORTF. 
L'émission succéda à l'éphémère Télé-Midi 72 diffusé du lundi 3 janvier au samedi 4 mars 1972 et présentée par Danièle Gilbert accompagnée de Jean-Michel Desjeunes.
Présentée par Danièle Gilbert du lundi au vendredi, elle a été suivie en 1975, à la suite de l'éclatement de l'ORTF, par l'émission Midi Première, toujours présentée par Danièle Gilbert.